# 樓煩
樓煩（拼音：Lóufán、上古音：lo bian），古代民族與國家，在周朝前就已存在，其領土約在今中國山西與河套地區一帶。在戰國時，趙國侵吞其在山西一帶的領土，其地置雁門郡。樓煩退至河套地區，又遭到秦國侵攻，領土逐漸減小。在冒頓單于時代，北移的樓煩部落被併入匈奴，成為匈奴附庸。在衛青時，遭漢朝軍隊擊敗後亡國，剩餘族群或融入漢族，或加入匈奴及鮮卑。

## 歷史
樓煩的歷史可以追溯到周朝以前，曾有向商朝及周朝朝貢的記錄。春秋時期，樓煩與林胡居住在晉國北方，被歸類為戎，分散為多個部落。
戰國初期，趙武靈王學習游牧民族，採胡服騎射。之後擊破位於山西的林胡與樓煩，一部份林胡與樓煩人向北逃走，也有一部份附庸於趙國、燕國，成為其傭兵。趙國將其佔領的樓煩領土，設雁門郡。林胡後為李牧所滅，但樓煩與白羊國仍在河套地區活動。
秦朝時，派蒙恬領軍進攻河套。匈奴冒頓單于時代，東胡與樓煩被擊敗，成為匈奴的成員之一，匈奴佔有河套地區。樓煩成為匈奴下的附屬國家。
楚漢相爭時，劉邦陣營中，有樓煩將領；項羽陣營中也有，當時擅長騎射者，常被稱為樓煩。
前127年，衛青擊敗匈奴的樓煩王、白羊王，取得河套地區，建立朔方郡。漢武帝在此建立屬國，管理歸降的匈奴部落。

## 遺址
今山西婁煩縣馬家莊鄉新村東溝村，現存婁煩古城，為春秋時婁煩國都城遺址。
漢朝時，置樓煩縣，原於雁門關外。晉朝時，移樓煩縣至山西。隋、唐時，置楼烦郡。

## 延伸阅读
[在维基数据编辑]
 《欽定古今圖書集成·方輿彙編·邊裔典·樓煩部》，出自陈梦雷《古今圖書集成》